# ویتویین
ویتویین (به هلندی: Witteveen) یک منطقهٔ مسکونی در هلند است که در ده‌ولدن واقع شده‌است.